# Wajambo
De Wajambo, ook wel Wayanbo of Wayambo, is een rivier in Suriname. De Wajambo vormt een vaarverbinding tussen Nieuw-Nickerie en Paramaribo.
Het is een bifurcatie die in het oosten uitmondt in de Coppename en via de Arawara in het westen uitkomt op de Nickerierivier. De verbinding met de Arawara is in 1962 onderbroken door een sluis om waterverlies van de Nickerie te voorkomen, in verband met de irrigatie vanuit de Boven-Nickerie.
Op de grens van Coronie en Sipaliwini ligt aan de Wajambo het dorp Donderskamp dat een luchtverbinding heeft door middel van de Donderskamp Airstrip.